# Santa Catarina Pinula
Santa Catarina Pinula ist eine Kleinstadt in Guatemala und Verwaltungssitz des gleichnamigen Municipios im Departamento Guatemala. Die Stadt liegt am südlichen Rand des Ballungsgebietes von Guatemala-Stadt auf 1550 m Höhe.
Das 48 km² große Municipio erstreckt sich im Bergland südlich und südöstlich von Guatemala-Stadt. Durchquert wird es von der Fernstraße CA 1 (Interamericana), die nach El Salvador führt. Entlang dieser Fernstraße (Carretera a El Salvador) befinden sich unmittelbar außerhalb des Stadtgebietes etliche luxuriöse, streng bewachte Wohnsiedlungen mit guter Aussicht auf die Hauptstadt. Das Municipio hat insgesamt rund 80.000 Einwohner, von denen ein großer Teil in suburbanen Siedlungen lebt. Zu den Siedlungen und Dörfern zählen unter anderem Cuchilla del Carmen, El Carmen, Salvadora I/II, El Pueblito, Nueva Concepción, Puerta Parada, Piedra Parada Cristo Rey, Piedra Parada El Rosario, San José El Manzano, Laguna Bermeja, El Pajón, Manzano La Libertad, Don Justo und Canchón.
Angrenzende Municipios sind Guatemala-Stadt im Nordwesten und Norden, San José Pinula im Osten, Fraijanes im Südosten und Villa Canales im Südwesten.
Santa Catarina Pinula wurde bereits in vorkolonialer Zeit als Pankaj oder Pinola gegründet.